# B7 (アルバム)
『B7』（ビー・セヴンス）は、BARBEE BOYSが1992年1月18日にEpic/Sony Recordsからリリースしたベスト・アルバム。

## 背景
キャッチコピーは『決定的マイナーチューン! 3rd〜6thの名曲中、メンバー自ら偏見に満ち満ちて、各2曲ずつ×5人のセレクション。』。
BARBEE BOYSが1992年1月24日に渋谷公会堂で行われた解散ライブの直前にリリースされた作品で、3rdアルバム『3rd BREAK』から6thアルバム『eeney meeney barbee moe』に収録されている楽曲の中から、メンバーがそれぞれ選曲したベスト・アルバムとなっている。
ライナーノーツの最後のページに、解散するにあたってファンにむけたメッセージが英文で綴られている。
| 「 | Soon, we will be gone, The very best appreciations to the people who loved us. | 」 |

## リリース
1992年1月18日にEpic/Sony Recordsから、CDのみでリリースされた。
1995年7月21日にCDのみで、値段を改定されて再リリースされた。

## チャート成績
本作は1992年1月27日付けのオリコンチャートにて最高位7位を獲得し、登場回数は9回で売り上げ枚数は10.2万枚となった。

## 収録曲
| 全編曲: BARBEE BOYS。 |                                |                        |                  |       |
| #                     | タイトル                       | 作詞                   | 作曲             | 時間  |
| 1.                    | 「はやまったらイヤだぜ」       | いまみちともたか       | いまみちともたか | 4:29  |
| 2.                    | 「ショート寸前」               | いまみちともたか・杏子 | いまみちともたか | 4:05  |
| 3.                    | 「はちあわせのメッカ」         | 杏子                   | BARBEE BOYS      | 3:20  |
| 4.                    | 「静けさに」                   | 杏子                   | エンリケ         | 4:07  |
| 5.                    | 「どんなもんだいッ」           | いまみちともたか       | いまみちともたか | 4:13  |
| 6.                    | 「もうだいじょうぶヒステリー」 | いまみちともたか       | いまみちともたか | 5:05  |
| 7.                    | 「打ち上げ花火」               | いまみちともたか       | いまみちともたか | 5:06  |
| 8.                    | 「ト・キ・メ・キ」             | 杏子                   | エンリケ         | 3:53  |
| 9.                    | 「STOP!」                      | いまみちともたか       | いまみちともたか | 3:35  |
| 10.                   | 「離れろよ」                   | いまみちともたか       | いまみちともたか | 3:41  |
| 合計時間:             | 合計時間:                      | 合計時間:              | 合計時間:        | 41:34 |

## 参加ミュージシャン
BARBEE BOYS are...
- ATSUSHI“KONTA”KONDOH
- KYOKO
- TOMOTAKA“Imasa”IMAMICHI
- ENRIQUE
- TOSHIAKI“Koiso”KONUMA